# Johan Vandewalle
Johan Vandewalle (* 15. Februar 1960 in Brügge) ist ein belgischer Orientalist. Er gilt als Sprachgenie. Er ist ausgebildeter Architekt, Orientalist, Slawist und Linguist.

## Leben
Vandewalle studierte an der Universität Gent, wo er 1983 einen Master in Ingenieurwissenschaft und 1985 ein Lizenziat in orientalischen Sprachen und Kulturen erwarb. 1986 folgte ein Lizenziat in Allgemeiner Sprachwissenschaft. Er arbeitet als Orientalist an der Universität Gent und leitet seinen eigenen Verein für Übersetzungen, Beratungen über fremde Kulturen und Sprachunterricht namens Orientaal vzw in Aalst.
1987 soll Vandewalle 31 Sprachen beherrscht haben. Bei einem 1987 vom Provinciaal Centrum voor Moderne Talen aus Hasselt ausgeschriebenen Wettbewerb Polyglot van Vlaanderen/Babelprijs wurde ihm die Beherrschung von 22 Sprachen bestätigt. 1990 verlieh ihm das türkische Bildungszentrum Türkçe Öğretim Merkezi (TÖMER) den Preis Türkçe Öğretimi Başarı Ödülü für seine Forschungsarbeiten zu einer didaktischen Methode für den Türkischunterricht und für seine Bemühungen, Türkischkurse in Belgien zu organisieren.
Vandewalle ist verheiratet und Vater zweier Kinder.

## Publikationen (Auswahl)
- Haydi Türkçe konuşalım : Turks voor het volwassenenonderwijs. 1. Plantyn, Mechelen 2008, ISBN 978-90-301-9453-8, ISBN 978-90-301-9454-5.
- Haydi Türkçe konuşalım : Turks voor het volwassenenonderwijs. 2. Plantyn, Mechelen 2010, ISBN 978-90-301-9455-2, ISBN 978-90-301-9456-9.